# Plecopterodes tetraspila
Plecopterodes tetraspila là một loài bướm đêm trong họ Noctuidae.